# Lynne Spears
Lynne Irene Spears (Magnolia, Misisipi, 4 de mayo de 1955) es una escritora estadounidense y madre de la cantante Britney Spears y la actriz Jamie Lynn Spears.

## Biografía

### Primeros años y familia
Hija de Lilian Irene Portell y Barney O'Field Bridges, Lynne nació en McComb, Misisipi en el año de 1955. En 1945, sus padres se conocieron y se casaron en la ciudad nativa de Portell, Londres. El bisabuelo materno de Spears, Edward Portelli, era un maltés que inmigró al Reino Unido. Spears tiene un hermano mayor, Barry "Sonny" Bridges. Su hermana mayor, Sandra Puentes Covington, murió de cáncer de ovario en 2007.
En julio de 1976, se casó con James "Jamie" Parnell Spears. La pareja se divorció en 2002 y se reconciliaron en 2010. Jamie y Lynne Spears tienen tres hijos: Bryan James (nacido en 1977), Britney Jean (nacida en 1981) y Jamie Lynn (nacida en 1991). Tienen cinco nietos:
- Sean Preston Federline y Jayden James Federline, hijos de Britney.
- Sophia Alexandra Spears, hija de Bryan.
- Maddie Briann Aldridge y Evey Joan Watson, hijas de Jamie Lynn.

### Una vida y fama
Spears tiene una propiedad y operó una guardería en su ciudad de residencia de Kentwood y más tarde trabajó como maestra de escuela. En 1993, su hija Britney se unió al nuevo Club de Mickey Mouse durante dos temporadas. [cita requerida]

## Libros
Spears ha coescrito dos libros con su hija Britney. El primero, Heart to Heart, fue publicado en 2000 como un libro biográfico sobre Britney. "Regalo de una madre" era una novela publicada en 2001 y ha sido adaptada en una película para televisión, "Brave New Girl". Una memoria de 2008, "A través de la tormenta: una historia real de la Fama y Familia en un Mundo Tabloide". Spears es una cristiana devota, y discutió esto abiertamente en sus memorias. [cita requerida]